# ژو چیانوی
ژو چیانوی (به انگلیسی: Zhu Qianwei) (زاده ۲۸ سپتامبر ۱۹۹۰ - شانگهای) شناگر اهل کشور چین است.
از افتخارات وی میتوان به کسب مدال نقره شنا ماده ۴ × ۲۰۰ متر آزاد امدادی در بازی‌های المپیک تابستانی ۲۰۰۸ اشاره کرد.